# Avenue C
L'avenue C, également appelée Loisaida en raison de la prononciation phonétique hispanisante de « Lower East Side », est une avenue de New York.

## Situation et accès
Située dans le quartier de East Village de l'arrondissement de Manhattan, cette voie commence au niveau de Houston Street pour finir à la 14e Rue.

## Origine du nom
Contrairement aux avenues numérotées (1st à 12th), les avenues A à D ont été ajoutées à l'extrémité est de l'île, là où la topographie rendait difficile l'application stricte du plan en damier.

## Historique
L'« Avenue C » a été tracée dans le cadre du Commissioners' Plan de 1811, qui a instauré le quadrillage de Manhattan.
Les avenues C et D sont depuis les années 1960 un quartier d'immigration hispanique, principalement porto-ricaine et cubaine. Située plus à l'écart dans l'East Village, cette avenue a longtemps souffert de divers problèmes liés à la criminalité et aux trafics en tous genres. Depuis les années 1990, l'arrivée d'une nouvelle population jeune, artiste et branchée a complètement modifié l'avenue C et le quartier dans son ensemble. En particulier, les riverains (se réclamant souvent de la génération de 1968, post-hippie et écologique) ont remis en état les community gardens, pour en faire des espaces verts et des lieux de débat et de convivialité ouverts à tous.